# Hitachiōmiya, Ibaraki
Hitachiōmiya (常陸大宮市 Hitachiōmiya-shi) là thành phố thuộc tỉnh Ibaraki, Nhật Bản. Tính đến ngày 1 tháng 10 năm 2020, dân số ước tính thành phố là 39.267 người và mật độ dân số là 110 người/km2. Tổng diện tích thành phố là 348,4 km2.

## Địa lý

### Đô thị lân cận
- Ibaraki
  - Hitachiōta
  - Naka
  - Shirosato
  - Daigo
- Tochigi
  - Nasukarasuyama
  - Nakagawa

### Khí hậu
| Dữ liệu khí hậu của Hitachiōmiya, Ibaraki | Dữ liệu khí hậu của Hitachiōmiya, Ibaraki | Dữ liệu khí hậu của Hitachiōmiya, Ibaraki | Dữ liệu khí hậu của Hitachiōmiya, Ibaraki | Dữ liệu khí hậu của Hitachiōmiya, Ibaraki | Dữ liệu khí hậu của Hitachiōmiya, Ibaraki | Dữ liệu khí hậu của Hitachiōmiya, Ibaraki | Dữ liệu khí hậu của Hitachiōmiya, Ibaraki | Dữ liệu khí hậu của Hitachiōmiya, Ibaraki | Dữ liệu khí hậu của Hitachiōmiya, Ibaraki | Dữ liệu khí hậu của Hitachiōmiya, Ibaraki | Dữ liệu khí hậu của Hitachiōmiya, Ibaraki | Dữ liệu khí hậu của Hitachiōmiya, Ibaraki | Dữ liệu khí hậu của Hitachiōmiya, Ibaraki |
| Tháng                                     | 1                                         | 2                                         | 3                                         | 4                                         | 5                                         | 6                                         | 7                                         | 8                                         | 9                                         | 10                                        | 11                                        | 12                                        | Năm                                       |
| ----------------------------------------- | ----------------------------------------- | ----------------------------------------- | ----------------------------------------- | ----------------------------------------- | ----------------------------------------- | ----------------------------------------- | ----------------------------------------- | ----------------------------------------- | ----------------------------------------- | ----------------------------------------- | ----------------------------------------- | ----------------------------------------- | ----------------------------------------- |
| Cao kỉ lục °C (°F)                        | 18.1 (64.6)                               | 23.0 (73.4)                               | 25.5 (77.9)                               | 30.1 (86.2)                               | 33.3 (91.9)                               | 34.5 (94.1)                               | 37.2 (99.0)                               | 37.0 (98.6)                               | 36.3 (97.3)                               | 33.0 (91.4)                               | 24.0 (75.2)                               | 24.7 (76.5)                               | 37.2 (99.0)                               |
| Trung bình ngày tối đa °C (°F)            | 8.8 (47.8)                                | 9.6 (49.3)                                | 12.9 (55.2)                               | 18.1 (64.6)                               | 22.5 (72.5)                               | 25.1 (77.2)                               | 28.8 (83.8)                               | 30.3 (86.5)                               | 26.7 (80.1)                               | 21.3 (70.3)                               | 16.1 (61.0)                               | 11.1 (52.0)                               | 19.3 (66.7)                               |
| Trung bình ngày °C (°F)                   | 1.6 (34.9)                                | 2.6 (36.7)                                | 6.0 (42.8)                                | 11.2 (52.2)                               | 16.1 (61.0)                               | 19.7 (67.5)                               | 23.5 (74.3)                               | 24.7 (76.5)                               | 21.1 (70.0)                               | 15.3 (59.5)                               | 9.3 (48.7)                                | 3.9 (39.0)                                | 12.9 (55.3)                               |
| Tối thiểu trung bình ngày °C (°F)         | −4.2 (24.4)                               | −3.5 (25.7)                               | −0.2 (31.6)                               | 4.8 (40.6)                                | 10.3 (50.5)                               | 15.4 (59.7)                               | 19.7 (67.5)                               | 20.7 (69.3)                               | 17.0 (62.6)                               | 10.5 (50.9)                               | 3.7 (38.7)                                | −1.8 (28.8)                               | 7.7 (45.9)                                |
| Thấp kỉ lục °C (°F)                       | −11.8 (10.8)                              | −12.3 (9.9)                               | −9.0 (15.8)                               | −5.0 (23.0)                               | −0.4 (31.3)                               | 6.1 (43.0)                                | 10.7 (51.3)                               | 11.1 (52.0)                               | 5.8 (42.4)                                | −1.0 (30.2)                               | −4.7 (23.5)                               | −9.2 (15.4)                               | −12.3 (9.9)                               |
| Lượng Giáng thủy trung bình mm (inches)   | 40.3 (1.59)                               | 44.4 (1.75)                               | 89.0 (3.50)                               | 112.6 (4.43)                              | 136.4 (5.37)                              | 147.9 (5.82)                              | 184.2 (7.25)                              | 149.5 (5.89)                              | 187.0 (7.36)                              | 159.9 (6.30)                              | 72.6 (2.86)                               | 42.1 (1.66)                               | 1.363,7 (53.69)                           |
| Số ngày giáng thủy trung bình (≥ 1.0 mm)  | 4.5                                       | 5.3                                       | 8.9                                       | 10.1                                      | 11.4                                      | 12.7                                      | 13.3                                      | 10.4                                      | 11.7                                      | 10.6                                      | 7.0                                       | 5.0                                       | 110.9                                     |
| Số giờ nắng trung bình tháng              | 203.8                                     | 189.5                                     | 196.1                                     | 192.5                                     | 188.9                                     | 134.9                                     | 145.4                                     | 170.9                                     | 136.6                                     | 149.4                                     | 165.7                                     | 191.6                                     | 2.063                                     |
| Nguồn: Cục Khí tượng Nhật Bản             |                                           |                                           |                                           |                                           |                                           |                                           |                                           |                                           |                                           |                                           |                                           |                                           |                                           |